# Křídlatec (rostlina)
Křídlatec (Ptelea) je rod rostlin patřící do čeledi routovité (Rutaceae).

## Popis
Křídlatec je opadavý a odolný keř 3 až 5 m vysoký, s aromatickými vonnými listy. Nenápadné, bledě žlutozelené květy se rozvíjejí v červnu. Plody jsou zploštělé, široce křídlaté, dvousemenné oříšky, které často visí na keři přes zimu. 

## Druhy
- Ptelea aptera
- Ptelea angustifolia
- Ptelea baldwinii
- Ptelea crenulata
- Ptelea polyadenia
- křídlatec trojlistý (Ptelea trifoliata)

## Použití
Některé druhy lze použít jako okrasné rostliny. Křídlatec se hodí do větších úprav jako výplňová dřevina, jen výjimečně se vysazuje blízko cesty, protože plody vynikají při pohledu zblízka.